# Alberto Jiménez
Alberto Jiménez, est un boxeur mexicain né le 8 avril 1969 à Mexico.

## Carrière professionnelle
Passé professionnel en 1988, Alberto remporte le titre national mexicain des poids mouches en 1991 en battant le vétéran Gonzalo Villalobos. 
À sa première participation lors d'un championnat du monde, il perd contre Muangchai Kittikasem dans le Lumpinee Boxing Stadium de Bangkok en Thaïlande. Le 11 février 1995, Jiménez remporte le titre WBO en battant le Sud-Africain Jacob Matlala par KO technique au huitième round au Carousel Casino à Hammanskraal dans la province de Gauteng en Afrique du Sud. Il conserve son titre à 5 reprises puis le perd le 13 décembre 1996 face à l'Argentin Carlos Gabriel Salazar.